# Oncostemum evonymoides
Oncostemum evonymoides är en viveväxtart som beskrevs av Carl Christian Mez. Oncostemum evonymoides ingår i släktet Oncostemum och familjen viveväxter. Inga underarter finns listade i Catalogue of Life.